# تام بنت
تام بنت (انگلیسی: Tom Bennett؛ زادهٔ ۱۲ دسامبر ۱۹۶۹) بازیکن فوتبال اهل بریتانیا است.
از باشگاه‌هایی که در آن بازی کرده‌است می‌توان به باشگاه فوتبال استون ویلا، باشگاه فوتبال استوک‌پورت کانتی، باشگاه فوتبال والسال، باشگاه فوتبال کیدرمینستر هاریرس، باشگاه فوتبال بوستون یونایتد، باشگاه فوتبال ولورهمپتون واندررز، و باشگاه فوتبال همیلتون آکادمیکال اشاره کرد.